# Музей западного рынка Тан
Музей западного рынка Тан (кит.: 大唐西市博物館) — музей в городе Сиань, провинция Шаньси, Китай. Здесь находится множество артефактов периода династии Тан и Шёлкового пути. Часть основания гробницы, а также эпитафия гробницы Ань Бэя, согдийского торговца и чиновника в Китае в VI веке н. э., сейчас находятся в Музее западного рынка Тан. Бэй следовал конфуцианским моральным принципам сыновней почтительности и исповедовал зороастризм. Это один из национальных первоклассных музеев Китая.

## Галерея
- Весы периода Тан
- Руан и пипа династии Тан
- Керамика Тан в стиле сань-цай
- Статуэтки дам династии Тан